# The World in Your Home
The World in Your Home era un programa de televisión estadounidense emitido por la cadena NBC desde el 22 de diciembre de 1944 hasta 1948. El programa era emitido inicialmente en una sola estación de la NBC, y posteriormente emitida en otras estaciones de la cadena. El programa consistía de cortos fílmicos educativos. Cada episodio tenía una duración de 15 minutos. Existen pocos datos e información acerca de este programa, originado en los albores de la televisión norteamericana.

## Estado de los episodios
No se sabe si existen grabaciones de algún episodio, al parecer debido a que la NBC no poseía una política de archivos en aquellos tiempos.